# Flavia Gandolfo
Flavia Gandolfo (Lima, 1967) es una fotógrafa peruana. 

## Formación
Es bachiller en Historia por la Pontificia Universidad Católica del Perú (1990) y Máster en Bellas Artes en la Universidad de Texas en Austin, EE. UU. (1995) y tiene un MFA en Fotografía (1992-1995). Además de la fotografía, se desempeña como docente en el Centro de la Fotografía (Lima, Perú) desde 1999 y también ha enseñado en el Instituto Superior Antonio Gaudí, Lima, Perú (1996-1998) y en el Departamento de Bellas Artes de la Universidad de Texas en Austin, EE. UU. (1997).

## Producción
En la obra de Flavia Gandolfo, confluyen elementos históricos y simbólicos que construyen la identidad peruana. Una de sus primeras muestras, Historia, reflejaban los mecanismos a través de los cuales se había transmitido la historia del Perú en los centros educativos estatales, buscó así reconstruir el espectro de la identidad nacional plasmado por la escuela pública y fijado en la conciencia de los estudiantes de origen popular.
Entre sus publicaciones están: El Perú y En Otra Parte. En otra parte consta de dos libros con imágenes de un museo y un álbum de historia. La obra descubre las diversas maneras desde las que se construye la historia del Perú y ha recibido el auspicio del programa Latino and Latin American Art Forum del David Rockefeller Center for Latin American Studies (DRCLAS), de la Universidad de Harvard.

### Exhibiciones

#### Exposiciones individuales
- Fotografías 1990-1994 (Galería Forum-Perú, 1994)
- Peruvian Visions: Milagros de la Torre y Flavia Gandolfo (Houston Center for Photography-Estados Unidos, 1996)
- Historia Mural (Centro Cultural de la Municipalidad de Miraflores-Perú, 1998; Art in General-Estados Unidos, 2001)
- El Uso de la Palabra (Galería del Escusado-Perú, 2003)
- Mapas (Galería AFA-Chile, 2007)

#### Exhibiciones colectivas
- Resistencias (Casa de América en Madrid-España, 1999)
- Antropologías (Galería Luis Adelantado-España, 2001)
- Vía Satélite. Panorama de la Fotografía y el Video en el Perú Contemporáneo (Centro Cultural de España-Chile, Uruguay y Perú, 2004-2005)
- Urbe y arte (Museo de la Nación-Perú, 2006)
- MALI Contemporáneo. Adquisiciones (MALI-Perú, 2007)
- Trienal de Chile. Lo impuro y lo contaminado 3. Pulsiones (neo)barrocas en las rutas de Micromuseo (Muse de Arte Contemporáneo-Chile, 2009)

## Premios y reconocimientos
- Premio Roy Crane para las Artes otorgado por la Universidad de Texas in Austin, Estados Unidos (1995)
- Mención Honrosa en la Primera Bienal de Fotografía de Lima (2012)